# 18. patrullbåtsdivisionen
18. patrullbåtsdivisionen (18. ptrbdiv) var en svensk patrullbåtsdivision inom svenska marinen som verkade i olika former åren 1976–2001. Divisionen var baserad i Göteborgs garnison.

## Historik
18. patrullbåtsdivisionen grundades 1976, då med beteckningen 5. patrullbåtsdivisionen och bildade 1979 tillsammans med 3. patrullbåtsdivisionen den 1. patrullbåtsflottiljen. På grund av organisatoriska förändringar benämndes förbandet senare 48. patrullbåtsdivisionen innan det som 18. patrullbåtsdivisionen lades ner 2001. 

## 5.patrullbåtsdivisionen
5. patrullbåtsdivisionen (5. ptrbdiv) sattes upp 1976 med kommendörkapten Ninian Ramel som förste chef. Förbandet bestod ursprungligen av patrullbåten HMS Jägaren (P150) och torpedbåten HMS Arcturus (T110) av Plejadklass. Fartygen bemannades av Västkustens örlogsbas (ÖrlB V), ingick i kustflottan, och hade också som uppgift att utbilda maskinbefäl till de kommande patrullbåtarna av Huginklass. Dessa var planerade att utrustas med renoverade plejadbåtsmotorer.
Den 1 september 1977 sattes provturskommandot för patrullbåtar av Huginklass upp, med kommendörkapten Emil Svensson som chef. Kommandots uppgift var att ta emot, hemföra och leveransprova de 16 patrullbåtarna, byggda i Norge. Kommandot var från början underställt ÖrlB V, och efter omorganisationen 1981 MKV/KA 4.
5. patrullbåtsdivisionen tillfördes successivt de nya fartygen. HMS Hugin (P151) ersatte Arcturus år 1978, HMS Munin (P152) och HMS Magne (P153) tillkom 1979 och slutligen HMS Mode (P154) 1980, vilket gjorde divisionen komplett. Tidvis var även andra patrullbåtar fredsrustade i divisionen: HMS Vale (P155), HMS Vidar (P156), HMS Mysing (P158) och HMS Väktaren (P160). Förutom fartygen, så utvecklades efterhand en landrörlig containerburen underhållsenhet, divisionslaget, som organisationsmässigt knöts till divisionen och följde fartygen utefter kusten. Divisionen var normalt hemmahörande på Nya Varvet i Göteborg och existerade fram till 8 december 1982.

## 48.patrullbåtsdivisionen
48. patrullbåtsdivisionen (48. ptrbdiv) bildades 9 december 1982 och var från början, som sin föregångare stationerad vid Västkustens örlogsbas (Örlb V) på Nya Varvet. När Örlogsbasen 1985 slogs samman med Göteborgs kustartilleriförsvar (GbK Fo32/31) och tillsammans bildade Västkustens marinkommando (MKV), flyttades Örlogsbasens verksamheten från Nya varvet till Käringberget och divisionens nya hamn blev före detta bogserbåtshamnen Tångudden vid Älvsborgs kustartilleriregemente (KA 4), närmare Göta älvs mynning. Divisionen upphörde 30 juni 1994 i samband med organisatoriska förändringar och övergick till nya 18. patrullbåtsdivisionen.

## 18.patrullbåtsdivisionen
18. patrullbåtsdivisionen (18. ptrbdiv) stationerad på Tångudden från 1 juli 1994 fram till divisionens nedläggning 1 juni 2001. Sista fartygen i aktiv tjänst var HMS Hugin (P151), HMS Mode (P154) och HMS Vidar (P156). Den siste divisionschefen och samtidigt den siste sjögående förbandschefen på västkusten, var kommendörkapten Bengt Israelsson.  HMS Hugin är numera museifartyg på Göteborgs Maritima Centrum, medan övriga fartyg i divisionen gått till skrot.

## Förbandschefer
Förbandschefen titulerades divisionschef och hade tjänstegraden kommendörkapten.
- 1976–19??: Kommendörkapten Ninian Ramel
- 1992–1994: Kommendörkapten Bengt Jarvid
- 1995-?: Kommendörkapten Michael Aaröe
- ????–2001: Kommendörkapten Bengt Israelsson

## Namn, beteckning och förläggningsort
| 5. patrullbåtsdivisionen  | 1976-??-?? | – | 1982-12-08 |
| 48. patrullbåtsdivisionen | 1982-12-09 | – | 1994-06-30 |
| 18. patrullbåtsdivisionen | 1994-07-01 | – | 2001-06-01 |

| 5. ptrbdiv  | 1976-??-?? | – | 1982-12-08 |
| 48. ptrbdiv | 1982-12-09 | – | 1994-06-30 |
| 18. ptrbdiv | 1994-07-01 | – | 2001-06-01 |

| Göteborgs garnison (F) | 1976-??-?? | – | 2001-06-01 |

## Galleri

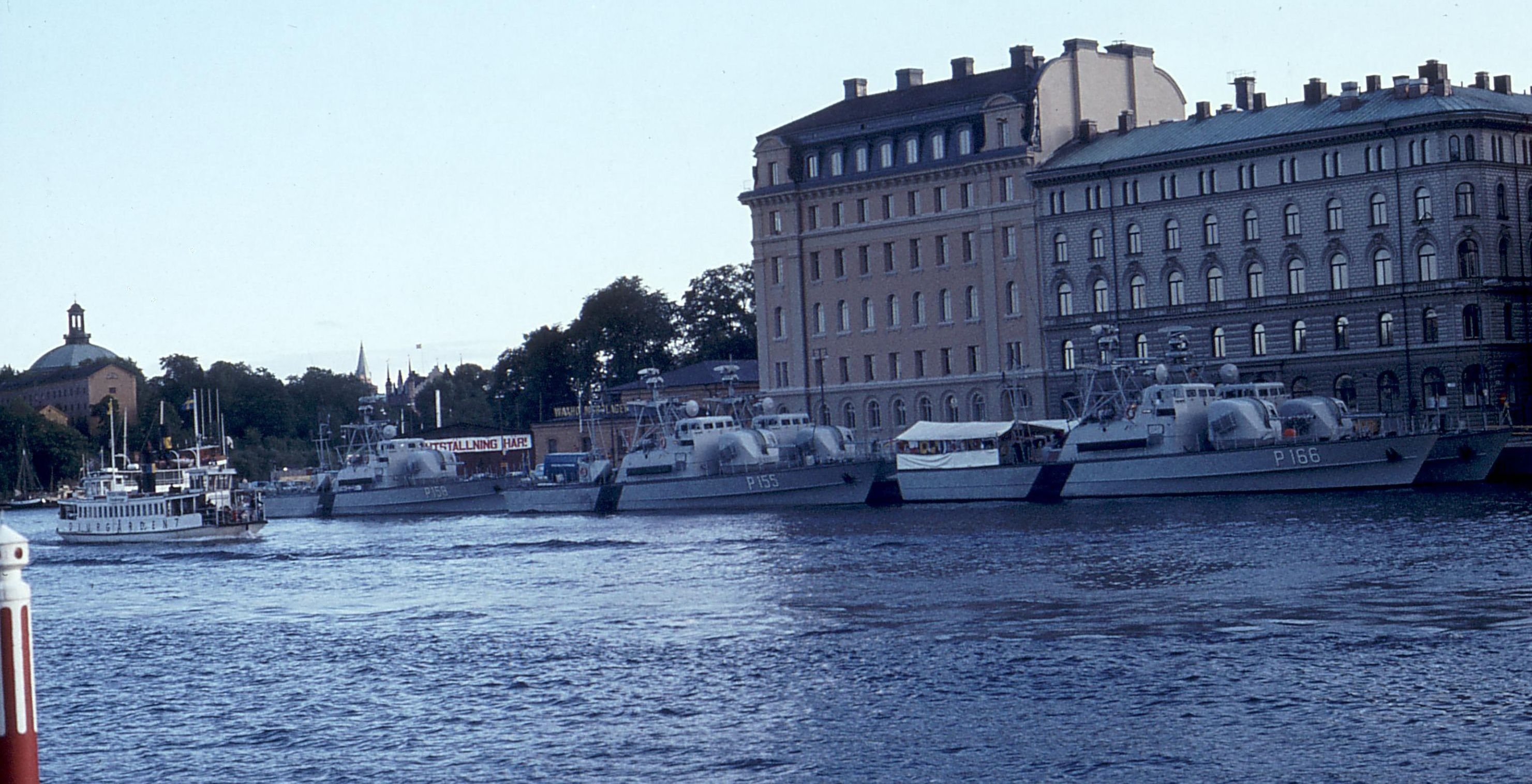
5. patrullbåtsdivisionen förtöjd vid Nybrokajen i Stockholm i augusti 1982.
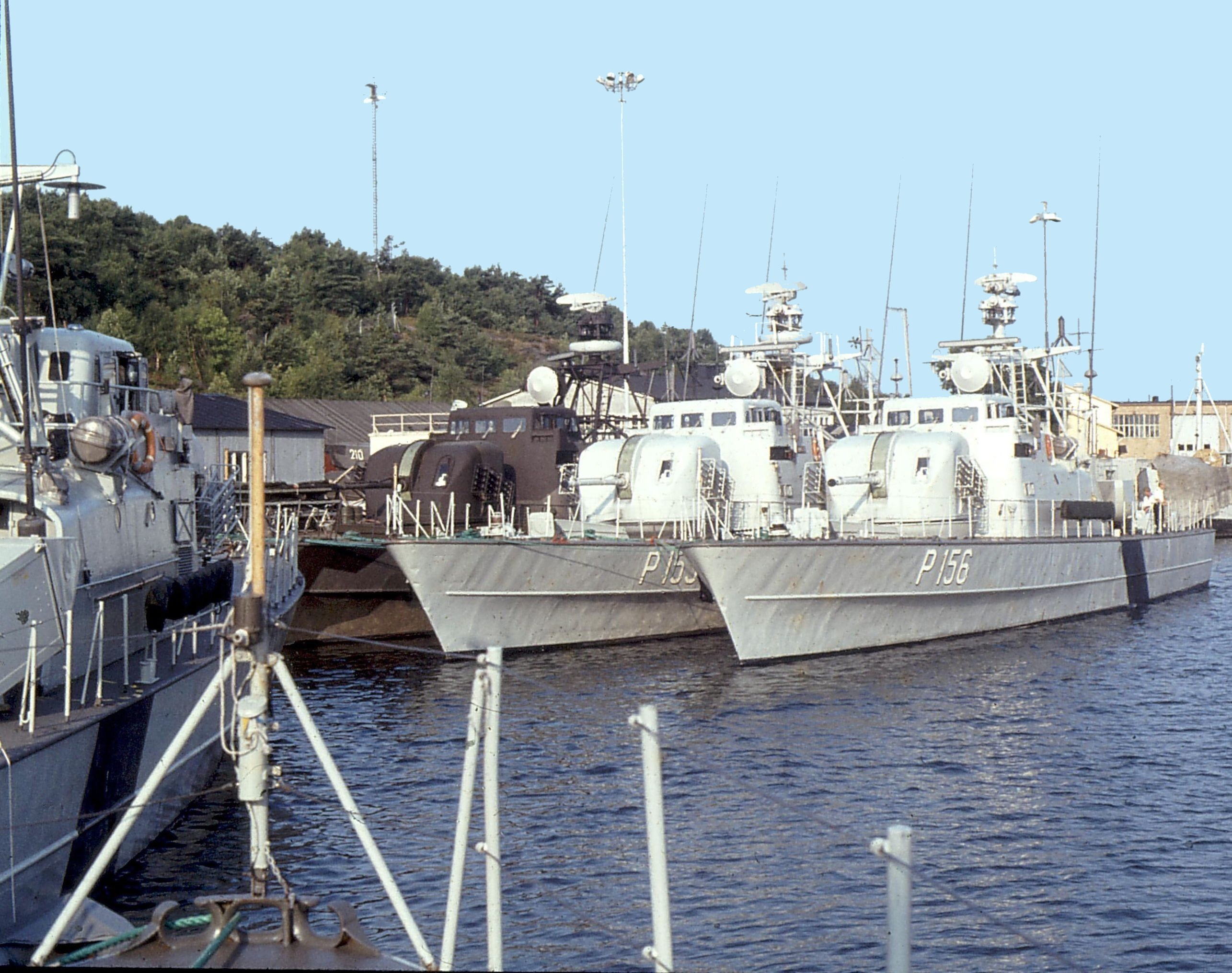
Tidig morgon för 5. patrullbåtsdivisionens Huginklass patrullbåtar som ligger förtöjda vid Örlb V Nya Varvet i Göteborg sommaren 1982.
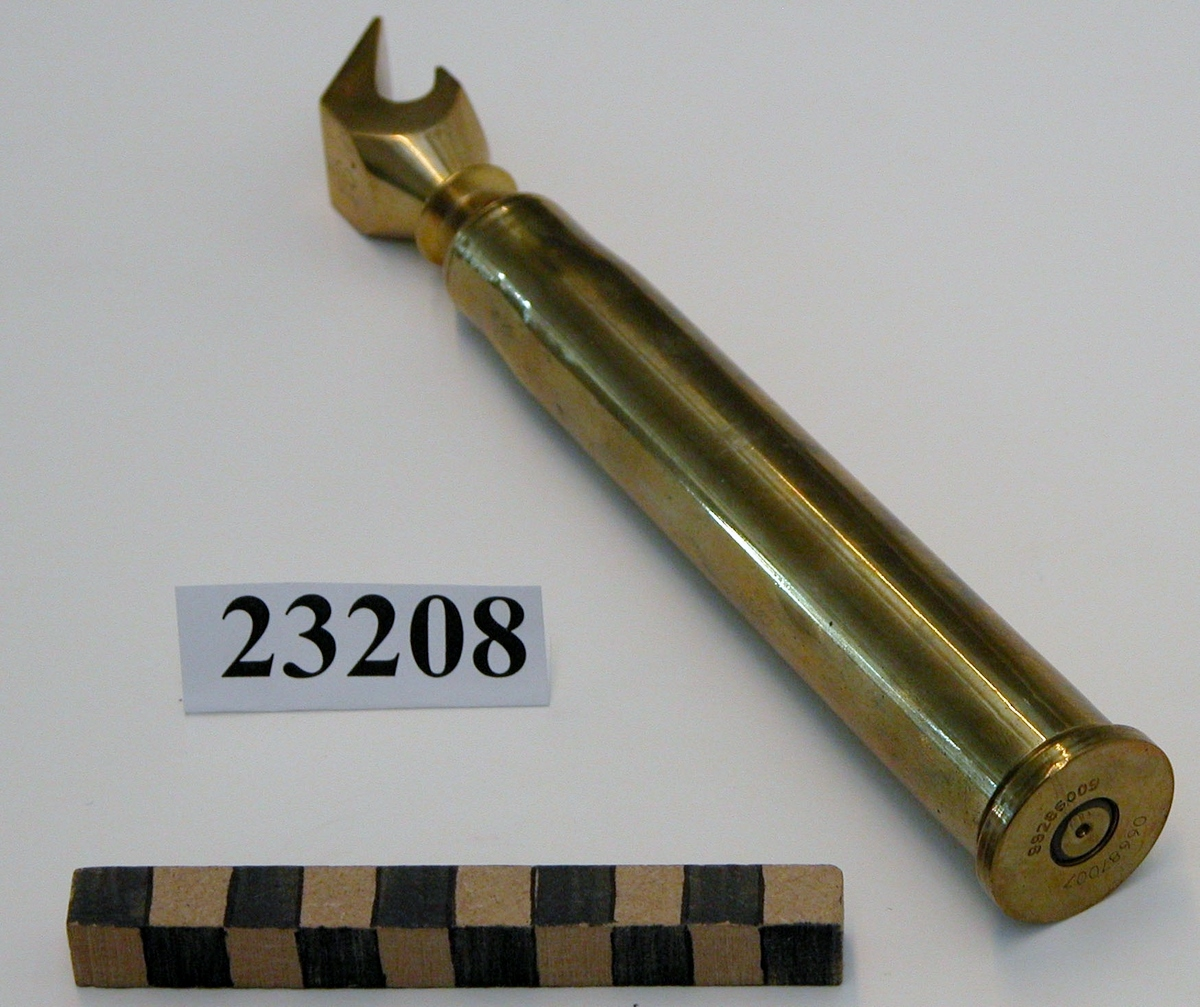
Minnesgåva till kommendör Mats Lindemalm, i form av flasköppnare med graverat siffrorna "18."